# Pseudotigrioides
Pseudotigrioides is een geslacht uit de familie van de spinneruilen (Erebidae). De wetenschappelijke naam van dit geslacht is voor het eerst voorgesteld door Martin Krüger in een publicatie uit 2015. De soorten binnen dit geslacht komen in het Afrotropisch gebied voor.

## Mogelijke soortgelijke geslachten
1. Tigrioides (Butler, 1877) – Dit geslacht vertoont sterke gelijkenissen met Pseudotigrioides, zowel qua uiterlijk als leefwijze. Ze hebben vaak een kenmerkend patroon op de vleugels en zijn actief in vergelijkbare habitats.
2. Barsine (Walker, 1854) – Een geslacht binnen de Arctiinae met vergelijkbare kleuring en tekening, vaak met felgekleurde vleugels en een opvallend patroon.
3. Asura (Walker, 1854) – Kleine tijgermotten met een vergelijkbaar formaat en kleurpatroon als Pseudotigrioides.
4. Lyclene (Moore, 1860) – Vaak felgekleurde motten met patronen die doen denken aan soorten uit Pseudotigrioides.
5. Miltochrista (Hübner, 1819) – Een geslacht van kleine nachtvlinders met overeenkomsten in vleugelkleur en -structuur.

## Soorten
- Pseudotigrioides flavibasis (Hampson, 1900)
- Pseudotigrioides planissima (Wallengren, 1875)